# اولیوت (میشیگان)
اولیوت، میشیگان (به انگلیسی: Olivet, Michigan) یک شهر در ایالات متحده آمریکا با جمعیت ۱٬۶۰۵ نفر است که در میشیگان واقع شده‌است.

## موقعیت جغرافیایی
موقعیت جغرافیایی شهرها و مناطق اطراف به شرح زیر است: